# Schilthorn
Pour les articles homonymes, voir Schilthorn (homonymie).
Le Schilthorn est un sommet de 2 969 mètres d'altitude des Alpes bernoises en Suisse, à proximité du village alpin de Mürren.

## Accès

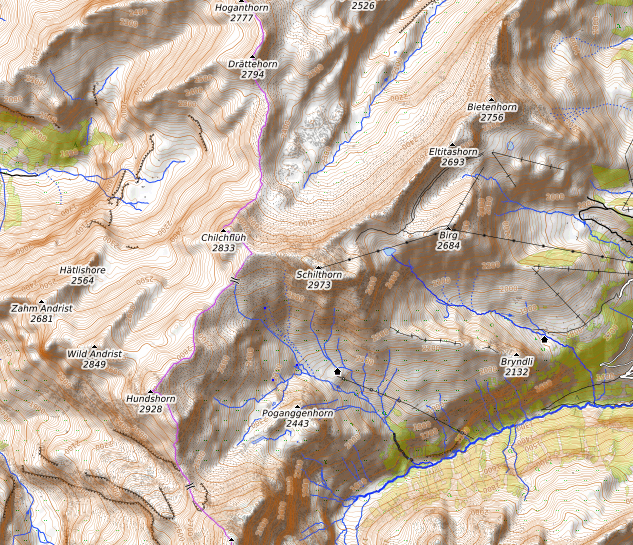
Carte topographique du Schilthorn.

L'accès au village de Mürren et au sommet du Schilthorn est impossible par la route. Pour s'y rendre depuis la vallée, il faut prendre une série de téléphériques dont le premier part de Stechelberg pour rejoindre Gimmelwald, puis Mürren. Depuis Mürren un second téléphérique mène à Birg, d'où un troisième rejoint le Schilthorn. Une autre manière de rejoindre Mürren consiste à prendre le téléphérique au départ de Lauterbrunnen jusqu'à Grütschalp, puis le train jusqu'à Mürren.

## Restaurant

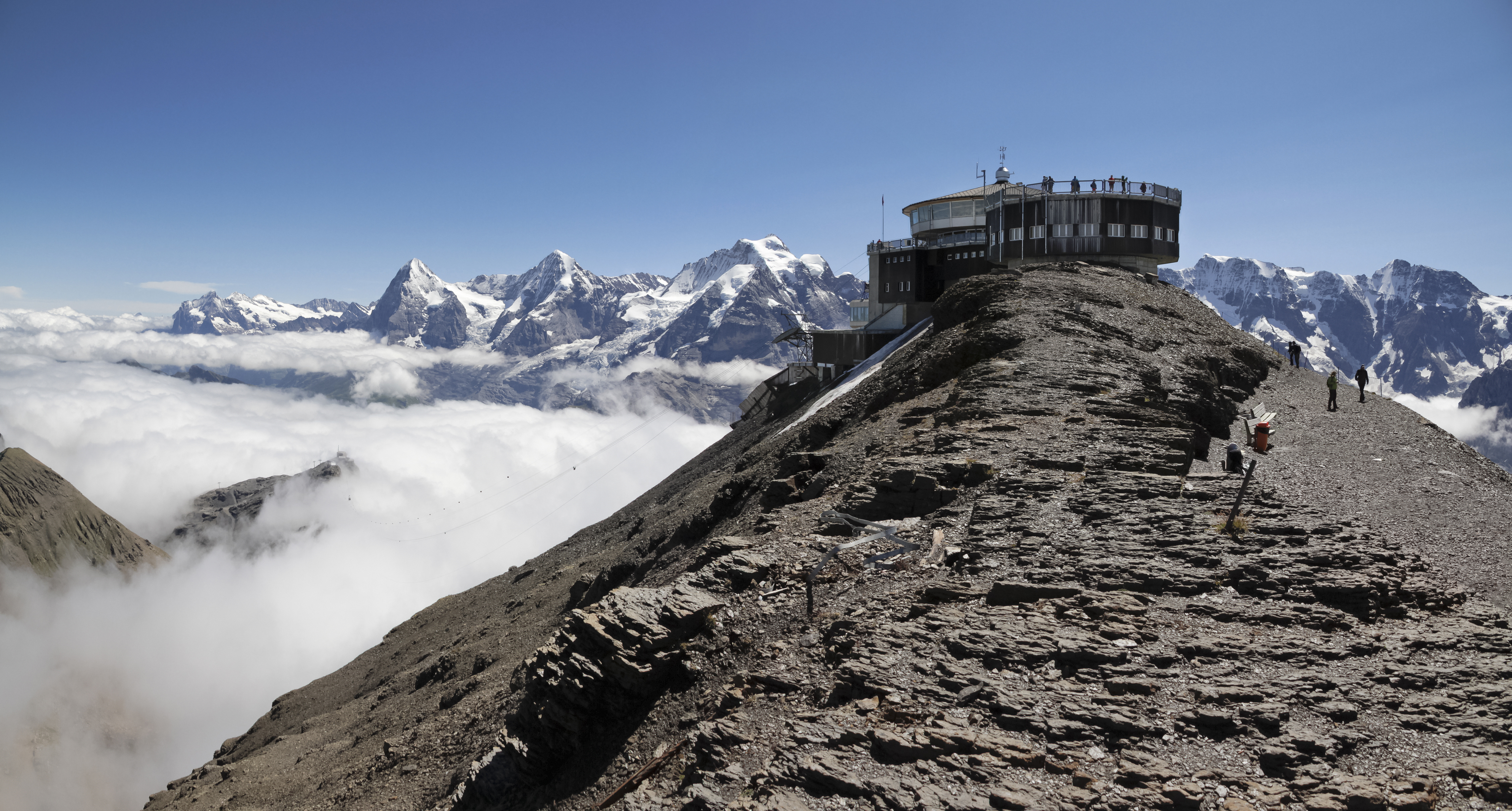
De gauche à droite : à l'arrière-plan, à l'extrême gauche le Schreckhorn et le Lauteraarhorn puis l'Eiger, le Mönch et la Jungfrau, ensuite au premier plan, la terrasse du Piz Gloria et son restaurant au sommet du Schilthorn.

Au sommet du Schilthorn se trouve un restaurant panoramique tournant appelé le Piz Gloria, notamment utilisé, à la fin de sa construction, comme décor dans le film Au service secret de Sa Majesté de la série des James Bond. Le restaurant effectue un tour complet en cinquante-cinq minutes.